# Gondomar (parroquia)
Gondomar (oficialmente San Bieito de Gondomar) es una parroquia española del municipio de Gondomar, perteneciente a la provincia de Pontevedra, en la comunidad autónoma de Galicia.

## Toponimia
El lugar puede aparecer referido como «Gondomar», «San Bieito de Gondomar» y «San Benito de Gondomar».

## Historia
Hacia mediados del siglo XIX, el lugar, por entonces referido como una feligresía con título de villa, tenía contabilizada una población de 659 habitantes. Aparece descrito en el octavo volumen del Diccionario geográfico-estadístico-histórico de España y sus posesiones de Ultramar de Pascual Madoz con las siguientes palabras:

GONDOMAR (San Benito): felig. con titulo de v. y cap. del ayunt. de su nombre en la prov. de Pontevedra (8 1/2 leg.), part. jud. de Vigo (2 1/2), dióc. de Tuy (3): sit. en el centro de un valle á la der. del r. Ramallosa, donde la combaten todos los vientos, y goza de clima templado y sano. Se compone de los barrios de Abelar, Estrada, Iglesia, Paradela, Pedreira, Toucido y Vade, que reunen unas 200 casas, entre ellas la municipal, y un palacio perteneciente al conde de Gondomar, marques de Malpica, que nada de particular ofrece. La igl. parr. (San Benito) está servida por un cura de entrada y de provision real y ordinaria. Confina el térm. N. felig. de Villaza; E. la de Peitieiros; S. Mañufe, y O. Sta. Cristina de Ramallosa. Por la parte del S. cruza el r. de este último nombre, cuyas aguas y las de varios manantiales que brotan en el térm., aprovechan los vec. para beber y otros usos. El terreno en lo general es llano y fertil. Los caminos locales y en mediano estado, atravesando tambien por aqui el que desde Tuy va á la v. de Bayona. prod.: trigo, centeno, maiz, vino, lino, legumbres, hortaliza, frutas y yerbas de pasto: se cria ganado vacuno, de cerda, lanar y cabrio; y pesca de truchas, anguilas, y otros peces menudos. ind y comercio: la agricultura, molinos harineros y tejidos de lienzo ordinario; se celebra en esta felig. el 11 de cada mes una feria, cuyas principales especulaciones consisten en ganados. pobl.: 196 vec., 692. contr. con las demas felig. que componen el ayunt. (V.) Se dice que esta v. fué poblada por los años de 614 y tomó el nombre del de su poblador Gundimaro. El rey D. Felipe III la dió, con título de condado, á D. Diego Sarmiento de Acuña.
(Madoz, 1847, p. 443)

En 2022, tenía empadronados 3856 habitantes.

## Patrimonio
Hay en la parroquia una iglesia de San Benito.